# Star Trek: The Animated Series
Star Trek: The Animated Series (abreviada como TAS ou ST:TAS) é um seriado de desenho animado americano de ficção científica que se passa no universo de Star Trek após Star Trek: The Original Series da década de 1960. A série foi ao ar com o nome de Star Trek, porém ficou mais conhecida por seu retrônimo para diferenciá-la das outras séries da franquia. O sucesso da série original na sindicação e a pressão dos fãs para uma nova produção de Star Trek levou a The Animated Series entre 1973 a 1974, como fonte de aventuras da tripulação da USS Enterprise, até o lançamento do filme Star Trek: The Motion Picture, em 1979. TAS foi a primeira série de Star Trek a vencer um Emmy Award.

## Produção
A série foi produzida pela Filmation em associação com a Paramount Television e teve duas temporadas entre 1973 e 1974 na NBC, com um total de 22 episódios de meia hora de duração. Uma proposta inicial da Filmation tinha crianças como os personagens antigos. De acordo com Norm Prescott, a Paramount ofereceu uma grande quantia de dinheiro para Roddenberry deixar o controle criativo da série, e deixar a Filmation prosseguir com a ideia de "crianças cadetes no espaço". Ele recusou. A Filmation iria mais tarde desenvolver esse ideia com sua própria série Space Academy, em 1977.
Os roteiristas da série usaram, essencialmente, o mesmo guia de roteiristas que foi usado em Star Trek: The Original Series.
Enquanto a liberdade da animação permitiu uma grande variedade de paisagens alienígenas e aliens não-humanóides críveis, as restrições de orçamento foram um problema e a qualidade da animação era apenas razoável, com um grande reúso de cenas (algo comum em programas da Filmation). Havia também erros ocasionais, como um personagem aparecer onde não deveria, ou um personagem que deveria aparecer na tela principal aparecer na frente dela, indicando um mal ordenamento de telas. Eram tipicamente erros isolados. Ocasionalmente, entretanto, partes dos episódios eram animados de uma forma e qualidade quase cinematográfica.

## Dublagem

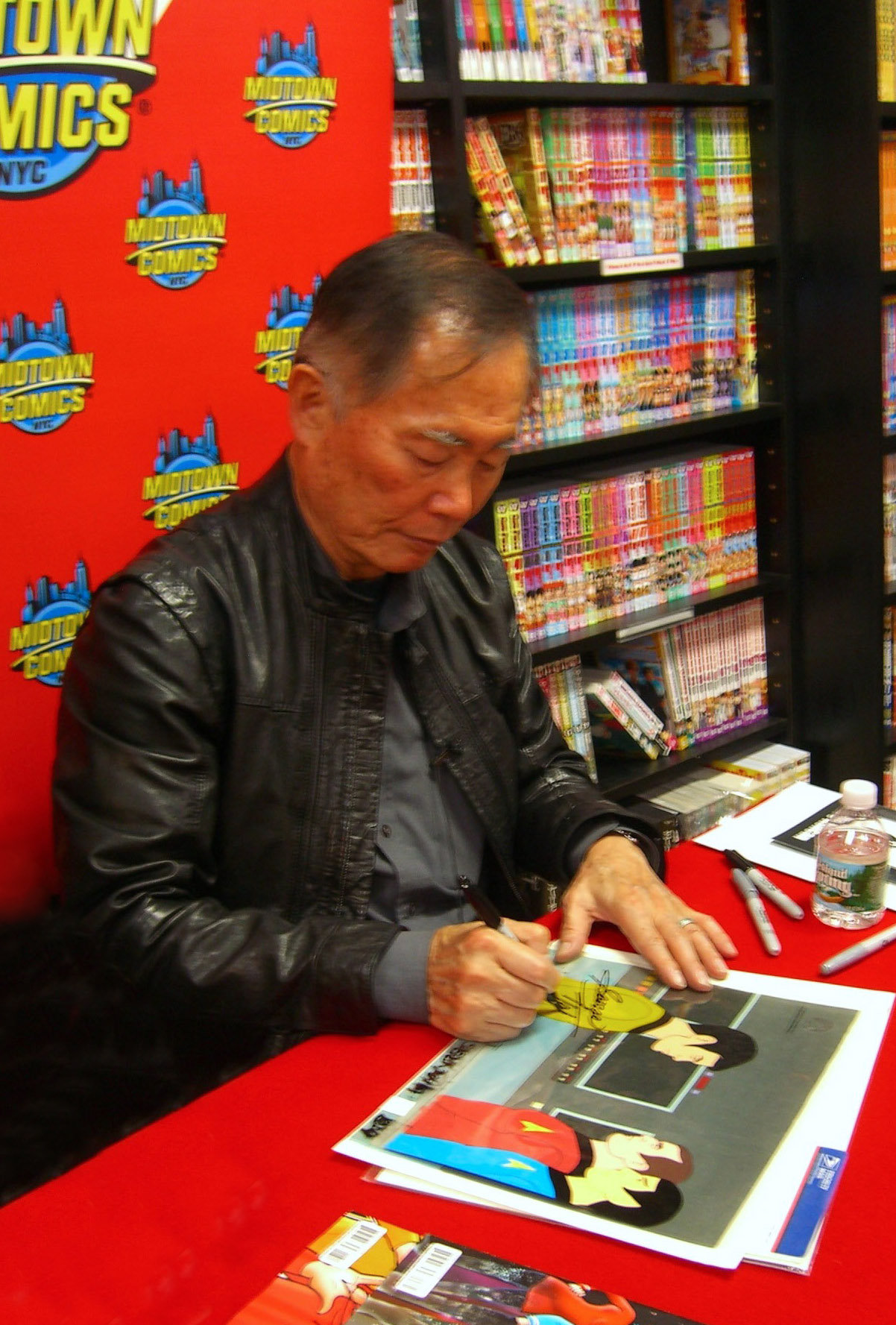
George Takei autografa acetato de celulose original da série animada.

A série apresentava quase todo o elenco da série original dando a voz para seus personagens, com a exceção de Pavel Chekov (Walter Koenig), que foi omitido devido ao orçamento, que não permitia o elenco completo. Ele foi substituído por dois personagens semirregulares: Tenente Arex; um edosiano que tinha três braços e três pernas; e Tenente M'Ress, uma caitiana fêmea. James Doohan e Majel Barrett, além de fazerem a vozes de seus personagens, Montgomery Scott e Christine Chapel, faziam a vozes de Arex e M'Ress, respecticamente.
Inicialmente, a Filmation iria usar apenas as vozes de William Shatner, Leonard Nimoy, DeForest Kelley, Doohan e Barrett. Doohan e Barrett fariam as vozes de Sulu e Uhura. Nimoy se recusou a trabalhar na série se Nichelle Nichols e George Takei não fossem contratados, alegando que os personagens eram importantes devido ao fato de mostrarem a diversidade étnica do século XXIII.
Koenig não foi esquecido, e mais tarde escreveu um episódio da série, se tornando o primeiro membro do elenco de Star Trek a escrever um episódio. Ele escreveu "The Infinite Vulcan", que tinha elementos do episódio da série original "Space Seed".
Comum para uma animação, os dubladores não gravavam juntos, eles gravavam em separado para não entrar em conflito com outros compromissos. Shatner, que estava trabalhando em uma peça de teatro pelo país, gravaria suas falas na cidade em que ele estava no momento, e enviaria a fita para o estúdio. Doohan e Barrett também faziam as vozes de quase todos os personagens "convidados", com algumas exceções como Sarek, Cyrano Jones e Harry Mudd, que tiveram as vozes de seus atores originais. Nichelle Nichols também fez a voz de outros personagens em vários episódios.

## Episódios

Os personagens principais de Star Trek: The Animated Series.

Os 22 episódios da The Animated Series foram ao ar em duas curtas temporadas entre 1973 e 1974, com sua grande maioria sendo dirigidos por Hal Sutherland. Todos eles receberam romantizações escritas por Alan Dean Foster e publicadas como Star Trek Logs. Inicialmente, Foster adaptou três episódios por livro, porém edições posteriores tinham os roteiros de meia hora expandidos para livros de tamanho normal.
Star Trek: Tha Animated Series foi a única série da franquia a começar diretamente com os créditos iniciais, não possuindo nenhuma cena de início para estabelecer a história.
A série foi beneficiada pela Greve dos Roteiristas da América, Leste de 1973, que não se aplicava para a animação. Alguns episódios são especialmente notáveis devido a contribuição de conhecidos escritores de ficção científica da época:
- "More Tribbles, More Troubles" foi escrito por David Gerrold como uma sequência para seu famoso episódio "The Trouble with Tribbles" da série original. Aqui, Cyrano Jones é resgatado pelos klingons, trazendo consigo pingos geneticamente alterados que não se reproduzem, mas crescem até tamanhos absurdos. Os klingons, por sua ódio contra os pingos, estão ávidos para pegar Jones porque ele roubou uma criatura que eles criaram: um predador chamado "glommer" que se alimenta de pingos.
- "Yesteryear", de D. C. Fontana, é um episódio de viagem no tempo onde Spock usa o Guardião da Eternidade, o portal do tempo visto em "The City on the Edge of Forever", para viajar até sua própria infância. Este é o único episódio da série a ser escrito pela roteirista da série original, e posteriormente de Star Trek: The Next Generation, D. C. Fontana. Foi a primeira aparição do bicho de estimação de Spock, um sehlar chamado de I-Chaya, que foi mencionado pela primeira vez em "Journey to Babel". Um elemento de "Yesteryear" se torno canônico do universo de Star Trek, a cidade vulcana de ShiKahr. Ela foi vista além do arco de pedra em Star Trek III: The Search for Spock e na versão remasterizada de "Amok Time".
- "The Slaver Weapon", de Larry Niven, adaptado de seu conto "The Soft Weapon". É o único episódio ou filme da era da série original que Kirk não aparece, e o único de toda franquia Star Trek em que o capitão não aparece.

## Influências em outras série deStar Treke da Filmation

McCoy, Uhura e Sulu no holodeque da Enterprise no episódio "The Practical Joker".

A USS Enterprise da série, supostamente a mesma nave da série original, tinha um holodeque bem similar a aquele introduzido em Star Trek: The Next Generation, que se passava aproximadamente oitenta anos depois. Ele apareceu apenas uma vez, no episódio "The Practical Joker", escrito por Chuck Menville, sendo conhecido como Sala de Recreação. Tal dispositivo foi originalmente proposto para a série original, porém nunca usado.
A Filmation posteriormente produziu He-Man and the Masters of the Universe, entre 1983 e 1985, que ocasionalmente usava desenhos de cenários e personagens modificados de The Animated Series, mais notavelmente como material de fundo (He-Man and the Masters of the Universe também tinha histórias bem similares a Star Trek, mais notavelmente "The Arena", que é bem similar ao episódio da série original "Arena"; a roteirista regular de Star Trek D. C. Fontana também trabalhou no roteiro de "Battlecat", da segunda temporada de He-Man). Séries posteriores também tinham muitos efeitos sonoros tanto da The Animated Series como da série original de Star Trek. A Filmation também reusou partes da trilha sonora para outras série como Shazam! e Tarzan and the Super 7.
Além disso, alguns elementos de história e personagens que foram introduzidos na The Animated Series foram subsequentemente incorporados em outras produções da franquia:
- O sobrenome de Amanda, mãe de Spock, Grayson.
- A segunda saída da ponte da Enterprise, mostrada nos primeiros três filmes da franquia.
- A nave klingon Klothos, sendo comandada por Kor.
- A cidade vulcana de ShiKahr, onde Spock nasceu, pode ser vista em um episódio de Star Trek: Enterprise em Star Trek III: The Search for Spock e na versão remasterizada de "Amok Time".
- Alguns dos diálogos de Sarek do episódio "Yesteryear", e o jovem Spock sendo atormentado por colegas vulcanos, foram homenageados no filme Star Trek.

## Questões de cânone
Ao final da primeira temporada de Star Trek: The Next Generation, todas as licenças para os spin-offs de Star Trek foram renegociadas e The Animted Series foi essencialmente "descanonizada" pelo escritório de Gene Roddenberry. Os escritores dos romances, quadrinhos e jogos foram proibidos de usar conceitos da série de animação em seus trabalhos. Entre os fatos estabelecidos pela série de animação que foram colocadas em questão pelo "cânone oficial" da franquia foi a identificação de Robert April como o primeiro capitão da USS Enterprise no episódio "The Counter-Clock Incident".
O livro Star Trek Chronology, escrito pelos membros da equipe de produção da franquia Michael e Denise Okuda, não inclui a The Animated Series, porém inclui certos eventos de "Yesterday" e reconhece Robert April como o primeiro capitão da Enterprise. A linha do tempo de livro Voyages of Imagination, de Jeff Ayers, coloca os eventos da série entre 2269 e 2270, assuimendo que tais eventos mostrados em The Animated Series representam os dois últimos anos da missão de cinco anos de Kirk, usando também as datas estelares revisadas por Alan Dean Foster. Na edição de 1999 de seu livro Star Trek Encyclopedia: A Reference Guide to the Future, Michael e Denise Okuda afirmam que:
| “ | Em uma linha relacionada, este trabalho [livro] adere a política da Paramount Pictures sobre a série de animação de Star Trek não ser parte do cânone "oficial" do universo Star Trek, mesmo nós nos considerando fãs do programa. Claro, a decisão final sobre a "autenticidade" dos episódios de animação, como todos os elementos do programa, deve claramente ser a escolha de cada leitor. | ” |

Após a morte de Roddenberry em 1991 e a consequente demissão de Richard H. Arnold (que vetou as licenças do "Escritório de Star Trek" de Roddenberry na Paramount), houve várias referências a The Animated Series em várias séries de televisão de Star Trek. No episódio "Onde More Unto the Beach", de Star Trek: Deep Space Nine, o klingon Kor se refere a sua nave, a Klothos, que foi nomeada no episódio "The Time Trap", de TAS. Outros episódios de DS9 que fazem referência a série de animação incluem "Brokin Link", onde Elim Garak menciona orquídeas edosianas (Arex é um edosiano) e "Tears of the Prophets", onde uma nave estelar da classe-Miranda é chamada USS ShiKahr, em homenagem a cidade de ShiKahr de "Yesterday". David Gerrold, que contribuiu com duas histórias para The Animated Series revela em uma entrevista seu ponto de vista sobre as questões de cânone:
| “ | Argumentos sobre "cânone" são bobos. Eu sempre senti que Star Trek: The Animated Series era parte de Star Trek porque Gene Roddenberry aceitou o salário por ela e colocou seu nome nos créditos. E D.C. Fontana—e todos os outros roteiristas envolvidos—deram o máximo para fazer o melhor Star Trek que podiam. Porém todo esse negócio de "cânone" se originou com o garoto de recados de Gene. Gene gostava de dar títulos as pessoas ao invés de aumentos, então o garoto de recados ganhou o nome de "arquivista" e aparente isso subiu lhe a cabeça. Gene lhe deu a responsabilidade de responder todas as perguntas dos fãs, tolas ou não, e ele aparentemente deixou isso chegar a sua cabeça. | ” |

A roteirista e produtora D. C. Fontana discutiu o cânone de The Animated Series em 2007:
| “ | Eu suponho que "cânone" significa aquilo que Gene Roddenberry decidia que era. Lembrem-se, o estávamos fazendo enquanto prosseguíamos com a série original (e na de animação, também). Nós tínhamos uma companhia de pesquisa para nos manter no mais reto e estreito para a ciência, projetar ciência baseada em ciência conhecida, referências de ficção científica (não queríamos passar por cima das ideias exclusivas de ninguém para um filme, série de TV ou trabalho impresso). Eles também ajudavam a impedir contradições e erros de referência comuns. Então o chamado cânone evoluiu a sua própria maneira e em seu próprio tempo. Por qualquer razão, Gene Roddenberry aparentemente não levava a série animada muito a sério, apesar de termos trabalhado muito duro para fazer histórias STAR TREK originais e conceitos a todo tempo na série de animação. | ” |

Manny Coto, produtor da série Star Trek: Enterprise, comentou que se a série tivesse sido renovada para uma quinta temporada, os Kzinti seriam introduzidos, com desenhos conceituais das naves estelares tendo sido produzidos.
Em 27 de junho de 2007, o site oficial de Star Trek incorporou informações de The Animated Series em sua seção de biblioteca, apesar de ainda não ser claro se TAS é parte do cânone de Star Trek ou não.

## Recepção
Star Trek: The Animated Series foi eleita a 96ª melhor série de animação de todos os tempos pela IGN. Eles declararam que apesar da série sofrer de limitações técnicas, seu formato permitia uma maior liberdade e criatividade do que era possível na série original.

## Temporadas
| Temporada | Temporada | Episódios | Exibição  | Lançamento de DVD      | Lançamento de DVD      | Lançamento de DVD     |                       |
| Temporada | Temporada | Episódios | Exibição  | Região 1               | Região 1               | Região 2              |                       |
| --------- | --------- | --------- | --------- | ---------------------- | ---------------------- | --------------------- | --------------------- |
|           | 1         | 16        | 1973-1974 | 21 de novembro de 2006 | 21 de novembro de 2006 | 4 de dezembro de 2008 | 4 de dezembro de 2008 |
|           | 2         | 6         | 1974      | 21 de novembro de 2006 | 21 de novembro de 2006 | 4 de dezembro de 2008 | 4 de dezembro de 2008 |